# Feolin

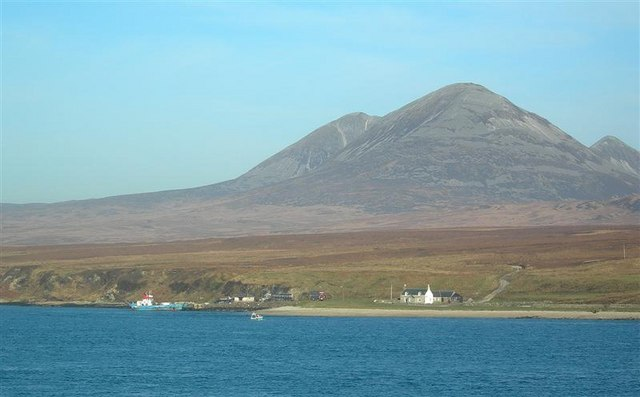
Feolin von Islay aus gesehen. Im Hintergrund erheben sich die Paps of Jura.

Feolin ist ein Fähranleger auf der schottischen Hebrideninsel Jura. Er liegt an der Westküste von Jura am Islay-Sund gegenüber der Hafensiedlung Port Askaig auf der benachbarten Insel Islay. Die einspurige A846, die einzige Straße auf Jura, endet in Feolin und wird ab Port Askaig fortgeführt. Zwischen Port Askaig und Feolin verkehrt regelmäßig eine Personen- und Wagenfähre. Bei dieser handelt es sich um die einzige regelmäßige Verbindung nach Jura, sodass ein Großteil des Personen- und Güterverkehrs von und nach Jura über Feolin abgewickelt wird. Von Feolin aus ist eine Busverbindung zu dem Hauptort Craighouse eingerichtet.